# Eugen Langen

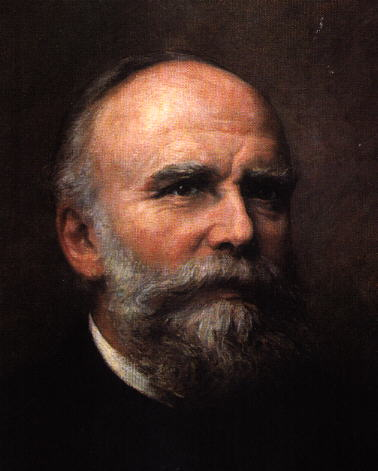
Eugen Langen

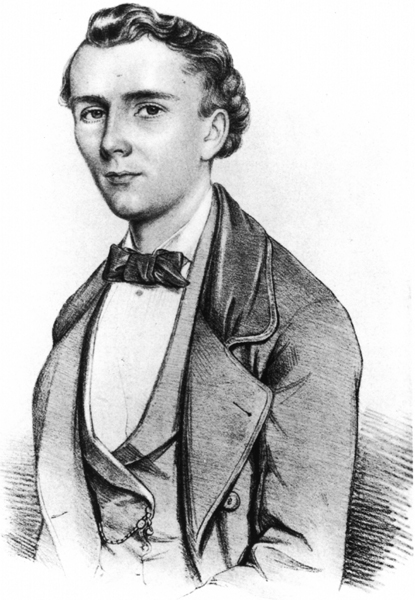
Eugen Langen als Student

Versuchsfahrzeug der Einschienenhängebahn Eugen Langens auf dem Gelände von Van der Zypen & Charlier in Köln-Deutz (1897)

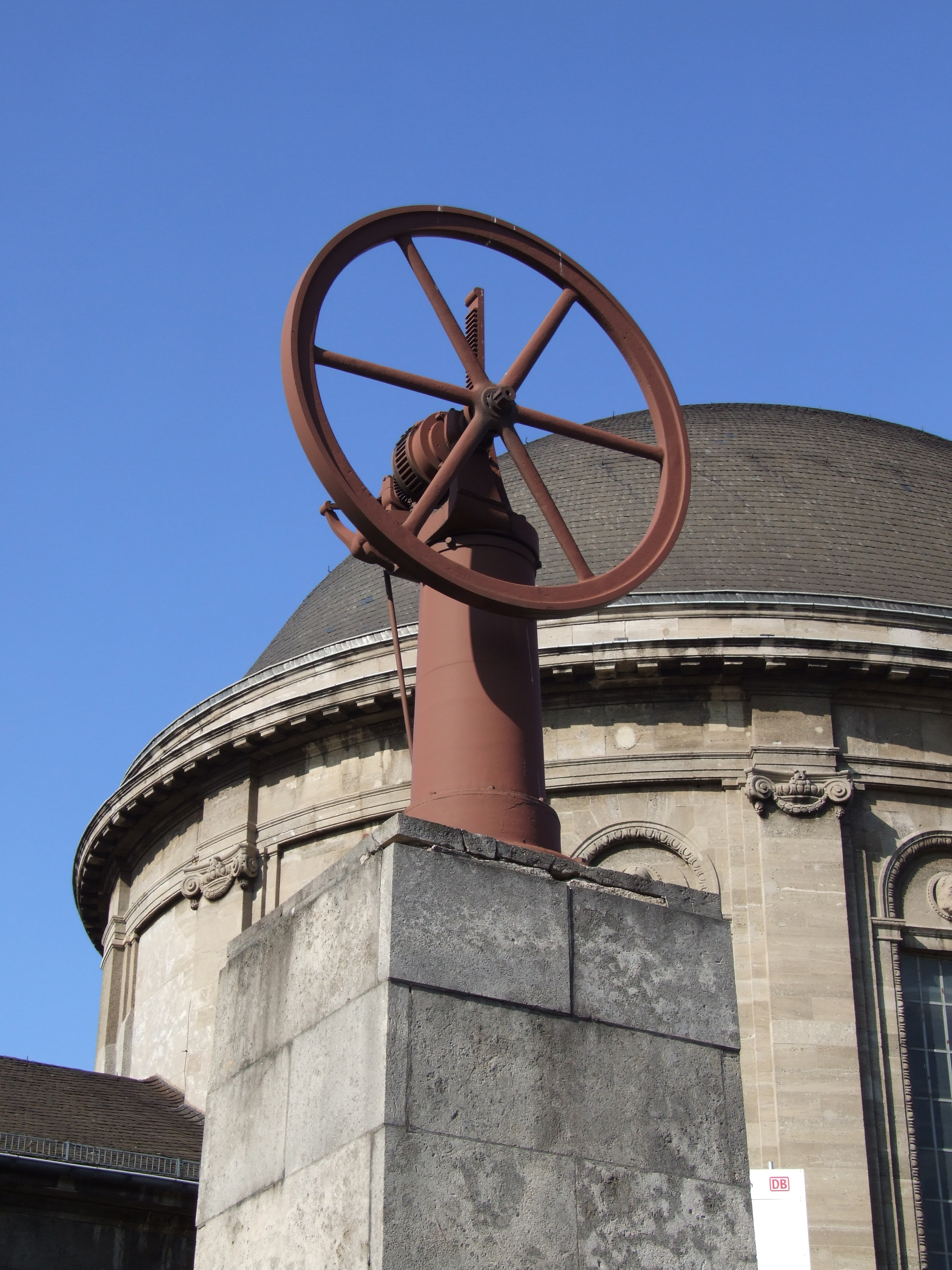
Denkmal vor dem Bahnhof Köln Messe/Deutz, 2008

Carl Eugen Langen (* 9. Oktober 1833 in Köln; † 2. Oktober 1895 bei Elsdorf (Rheinland)) war ein deutscher Unternehmer, Ingenieur und Erfinder. Langen war maßgeblich beteiligt an der Entwicklung des Ottomotors und der „Schwebebahn“, die in Gestalt der Wuppertaler Schwebebahn erstmals realisiert wurde. Zudem war Langen Mitglied und Förderer zahlreicher Kolonialgesellschaften.

## Leben und Werk
Eugen Langen war ein Sohn des Zuckerfabrikanten Johann Jakob Langen (1794–1869). J. J. Langen hatte sich 1845 mit der Übernahme der Zuckerfabrik Schleußner & Heck selbständig gemacht. Er führte die Firma mit seinen Söhnen Carl Otto, Gustav und Emil als „J. J. Langen & Söhne“. 1857 trat Eugen Langen nach einer umfangreichen technischen Ausbildung u. a. am Polytechnikum in Karlsruhe für seinen Bruder Emil in die Firma ein. Am Polytechnikum hatte er bei dem Maschinenbauer Ferdinand Redtenbacher studiert, allerdings ohne einen Abschluss zu machen, woraufhin Redtenbacher beim Abschied sein Bedauern ausdrückte, aus ihm (Langen) hätte noch etwas werden können.
1864 wurde Eugen Langen auf Nicolaus August Otto aufmerksam, einen ausgebildeten Kaufmann, der in seiner Freizeit an der Verbesserung des von dem Franzosen Étienne Lenoir erfundenen atmosphärischen Gasmotors arbeitete. Der technisch ausgebildete Eugen Langen erkannte das Potenzial von Ottos Entwicklung, und sie gründeten bereits einen Monat nach dem Treffen gemeinsam die erste Motorenfabrik der Welt, „N. A. Otto & Cie.“. Auf der Pariser Weltausstellung von 1867 erhielt ihr verbesserter Gasmotor, der sog. Flugkolbenmotor, die Goldmedaille.
Nachdem diese erste Fabrik in Konkurs gegangen war, gründete Langen in Deutz mit Fremdkapital eine neue Firma für den Bau von Gasmotoren, die Gasmotorenfabrik Deutz, die sich später zum Konzern Klöckner-Humboldt-Deutz (KHD) entwickelte, der heutigen Deutz AG. Ottos Schulden von 18.000 Talern übernahm Eugen Langen. Um die Produktion zu sichern, verpflichtete Langen die Mechaniker Gottlieb Daimler und Wilhelm Maybach. Jetzt konnten sie Alphonse Beau de Rochas’ Idee der Produktion eines Viertaktmotors zur Reife führen.
1870 gründete Langen mit Emil Pfeifer sowie dessen Sohn Valentin die Firma Pfeifer & Langen, einen bis heute bestehenden Zuckerfabrikationskonzern. Mit seinen technischen Kenntnissen  setzte er seinerzeit modernste Produktionsmethoden ein und erfand neue.

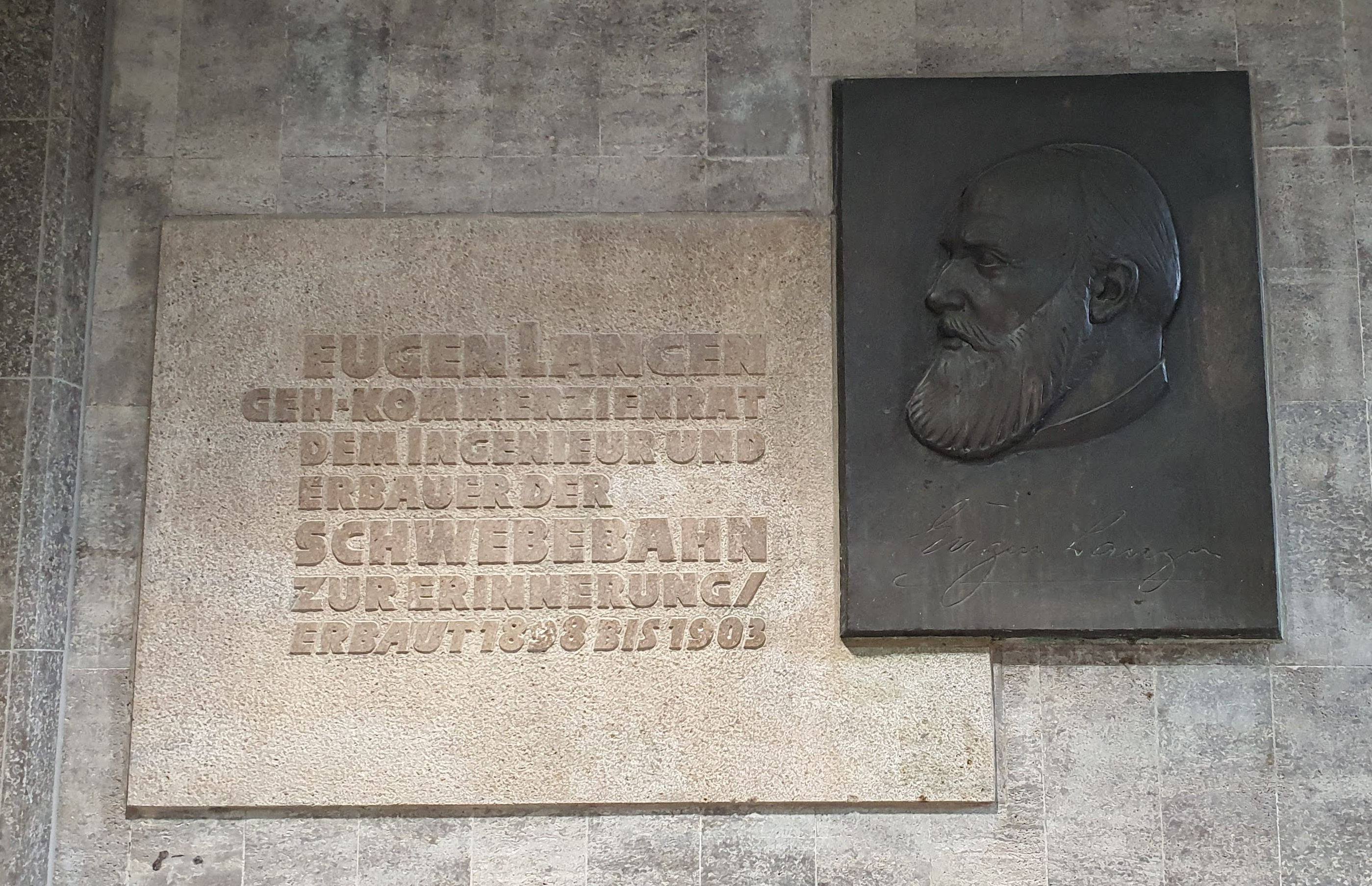
Steinerne Gedenktafel zu Ehren von Eugen Langen im Treppenaufgang der Schwebebahn-Station Wuppertal-Hauptbahnhof.

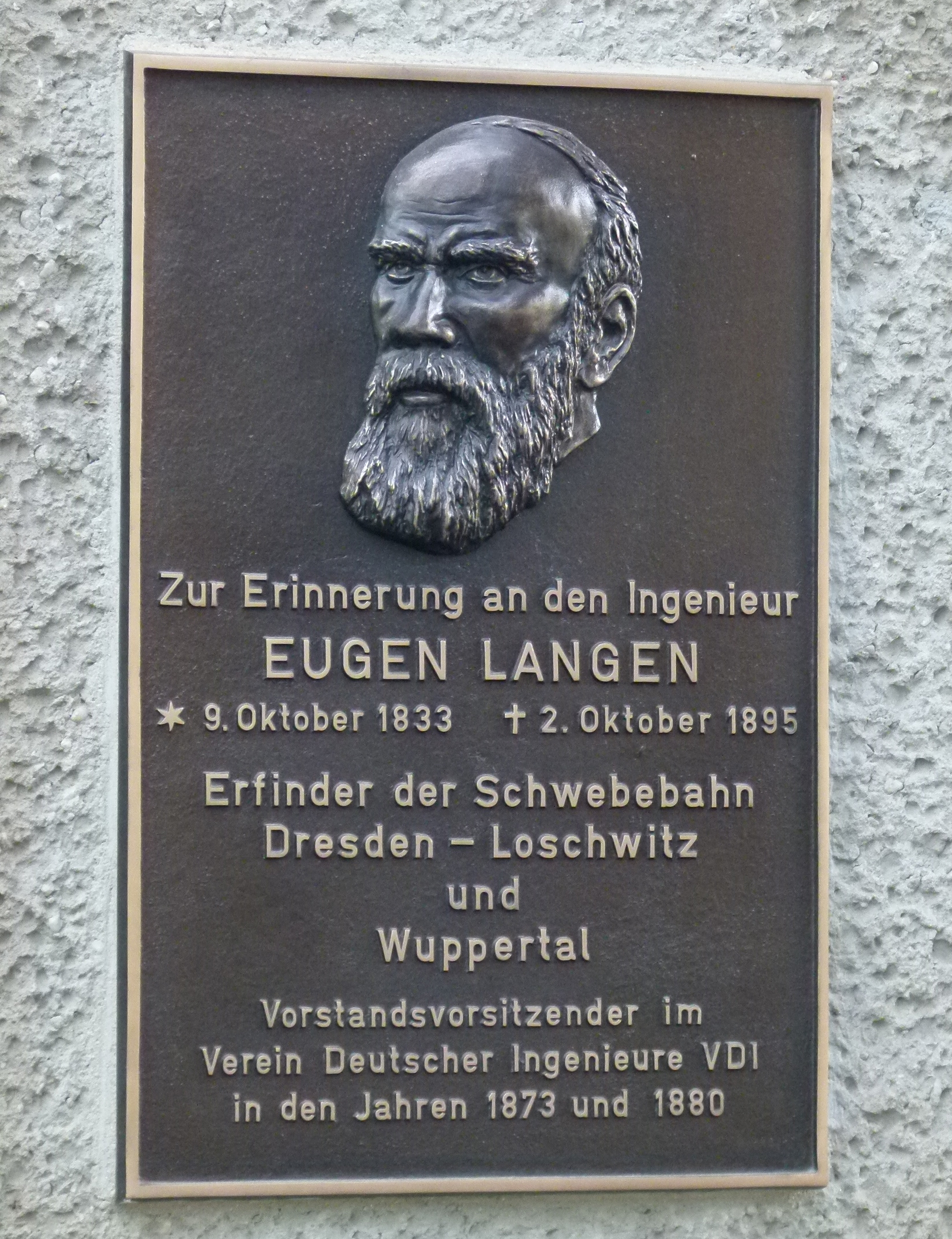
Gedenktafel in der Dresdner Schwebebahn

Auch im Bereich des Schienenfahrzeugbaus war Langen erfolgreich: Er war Mitbesitzer und Ingenieur der Kölner Waggonfabrik van der Zypen & Charlier, auf deren Gelände in den frühen 1890er Jahren eine Teststrecke von rund 100 m Länge gebaut wurde. Anders als die später gebauten und noch betriebenen Bahnen in Wuppertal und Dresden hing dieses Testfahrzeug mit Innenlaufrollen auf zwei innerhalb eines Hohlträgers angebrachten Schienen. Mit diesem Hintergrund setzte sich Langen am 28. Dezember 1894 mit seinem Hängebahn-Projekt gegen Mitbewerber durch und wurde dadurch zum Vater der Wuppertaler Schwebebahn. Die technisch eigentlich nicht korrekte Bezeichnung Schwebebahn stammt von Langen selbst: Ein System der hängenden Wagen. Ich habe das Ding ‚Schwebebahn‘ getauft. Für die Deutschen Kolonialgebiete in Afrika entwickelte Langen ferner 1895 die sogenannte Tropenbahn, ebenfalls eine Hängebahn. 
Fast zeitgleich war er für den Bau der Schwebebahn Dresden verantwortlich. Die Dresdener Anlage ist im Gegensatz zur 13,3 Kilometer langen Wuppertaler Talstrecke eine 274 Meter lange Bergbahn, deren Antriebstechnik einer Standseilbahn entspricht. Sie fährt ebenfalls noch heute.
Eugen Langen starb am 2. Oktober 1895 auf seinem Landsitz Haus Etzweiler bei Elsdorf an den Folgen einer Fischvergiftung, die er sich bei der Einweihungsfeier des Nord-Ostsee-Kanals zugezogen hatte. Seine letzte Ruhestätte befindet sich in einem Familiengrab auf dem Kölner Melaten-Friedhof, Lage: HWG zwischen Lit. E und Lit. F. In Elsdorf und in Wuppertal sind jeweils eine Schule und eine Straße nach Eugen Langen benannt. Ebenso gibt es in Bergisch Gladbach, Karlsruhe, Schwerin und Köln eine Eugen-Langen-Straße. In Friedrich-Wilhelms-Hütte (Troisdorf), einem Ort seines Wirkens, gibt es die Langenstraße. Ein Denkmal hat ihm die Stadt Köln 1990 gesetzt, als sie ihn als Steinfigur auf dem Kölner Ratsturm verewigte, mit einem Motorkolben in den Händen und einer Zucker-Packkiste und einem Zuckerhut zu seinen Füßen. Gestaltet wurde die Figur von dem Kölner Bildhauer Theo Heiermann. Eine ehemalige Benennung zu Ehren Langens ist bzw. war der Ortsname (Alt-)Langenburg (heute Lumbira) in Deutsch-Ostafrika, der auf Langens Schwiegersohn Hermann von Wissmann zurückgeht. Dies verweist auf Langens Bezüge zum deutschen Kolonialismus. Er war Vorsitzender und eines der einflussreichsten Mitglieder des Westdeutschen Vereins für Kolonisation und Export, in der Kölner Abteilung der Deutschen Kolonialgesellschaft, Mitglied im Kolonialrat sowie im Vorstand des evangelischen Afrikavereins. Schließlich war er einer der Finanziers der Deutsch-Ostafrikanischen Gesellschaft. 1873 und 1880 war Langen Vorsitzender des Vereins Deutscher Ingenieure (VDI).

## Privat
Langen war zweimal verheiratet. Seine erste Frau Henriette (1834–1872) war eine Tochter des Basler Papierfabrikanten Andreas Thurneysen. Sie starb bei der Geburt des zehnten Kindes. Danach heiratete er seine Nichte Hermine Schleicher (1849–1935). Fritz von Langen, Johann Gottlieb von Langen, Hans Rudolph von Langen, Arnold Langen waren unter seinen 13 Kindern.